# Superdolent

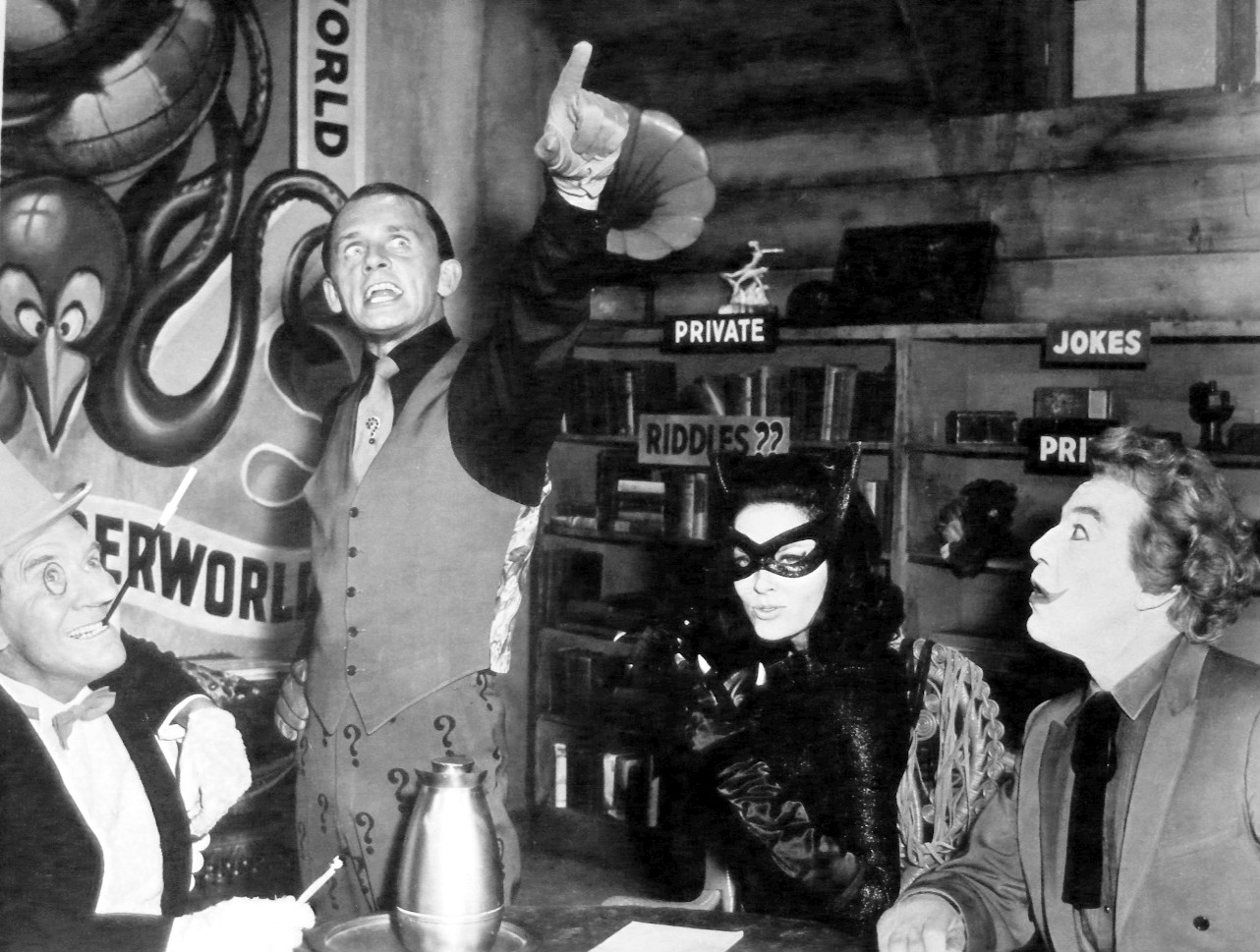
Superdolent de United Underworld de la pel·lícula Batman de 1966, una adaptació cinematogràfica dels còmics basats en Batman i el programa de televisió dels anys 60 del mateix nom. D'esquerra a dreta: el Pingüí, l'Enigma, Catwoman i el Joker.

Un superdolent, supermalvat o supercriminal és una variant del personatge dolent. De vegades es troba als còmics i pot tenir habilitats sobrehumanes. Un superdolent és l'antítesi d'un superheroi.
Els superdolents s'utilitzen sovint com a element de contrast per presentar un desafiament descoratjador per a un superheroi. En els casos en què el superdolent no té poders sobrehumans, místics o alienígenes, pot tenir un intel·lecte genial o un conjunt d'habilitats que els permeten elaborar esquemes complexos o cometre crims d'una manera que els humans normals no poden. Altres trets poden incloure la megalomania i la possessió de recursos considerables per afavorir els seus objectius. Molts superdolents comparteixen algunes característiques típiques dels dictadors del món real, els gàngsters, els científics bojos, els caçadors de trofeus, els empresaris corruptes, els assassins en sèrie i els terroristes, sovint amb l'aspiració de dominar el món.

## Superdolents notables
El Joker, Lex Luthor, Doctor Doom, Magneto, Brainiac, Deathstroke, el Green Goblin, Loki, el Reverse-Flash, Black Manta, Ultron, Thanos i Darkseid són alguns superdolents de còmics masculins notables que s'han adaptat al cinema i a la televisió. Algunes superdolentes notables són Catwoman, Harley Quinn, Poison Ivy, Mystique, Hela, Viper i Cheetah.
Igual que els superherois, els superdolents de vegades són membres de grups, com ara la Injustice League (Llista de la Injustícia), els Sinister Six (Sis Siniestres), la Legion of Doom (Legió de la Mort), la Brotherhood of Mutants (Germandat de Mutants), el Suicide Squad (Esquadró Suicida) i els Masters of Evil (Mestres del Mal).
Al documental A Study in Sherlock, els escriptors Steven Moffat i Mark Gatiss van dir que consideraven el professor James Moriarty com un supermalvat perquè posseeix una intel·ligència de nivell geni i poders d'observació i deducció, posant-lo per sobre de la gent corrent fins al punt que només ell pot suposar una amenaça creïble per a Sherlock Holmes.
Fu Manchu és un geni criminal arquetípic i científic boig creat per l'autor anglès Sax Rohmer el 1913. El bigoti Fu Manchu es va convertir en una part integral de les representacions cinematogràfiques i televisives estereotipades dels dolents xinesos. Entre 1965 i 1969 Christopher Lee va interpretar a Fu Manchu cinc vegades al cinema, i el 1973 el personatge va aparèixer per primera vegada a Marvel Comics.
L'arxienemic de James Bond Ernst Stavro Blofeld (les escenes del qual sovint el mostren assegut en una butaca acariciant el seu gat, sense que se'l vegi la cara) ha influït en els trops de superdolents del cinema popular, incloses paròdies com el Dr. Claw i MAD Cat de la sèrie animada Inspector Gadget, el Dr. Evil i Mr. Bigglesworth de la sèrie de pel·lícules Austin Powers, o Dr. Blowhole de la sèrie de televisió animada Els pingüins de Madagascar.
El dolent principal de La guerra de les galàxies, l'emperador Palpatine, lidera el tirànic Imperi Galàctic i es va inspirar en líders tirànics del món real.